# Nodolambrus
Nodolambrus is een geslacht van kreeftachtigen uit de klasse van de Malacostraca (hogere kreeftachtigen).

## Soort
- Nodolambrus nodosus (Jacquinot, in Jacquinot & Lucas, 1853)